# Projeto do Microbioma Humano
O Projeto do Microbioma Humano (HMP) consistiu numa iniciativa de investigação do Instituto Nacional de Saúde (NIH) dos Estados Unidos, envolvendo a participação de diversos Institutos de Investigação e Universidades, e que ocorreu entre 2007 e 2016. 
Os objetivos principais do HMP consistiam em demonstrar a praticabilidade da caracterização do Microbioma Humano de modo a permitir o estudo das suas variações em função da população, genótipo, doença, idade, nutrição, medicação e meio ambiente. Ao mesmo tempo, pretendia fornecer bases de dados padronizadas e tecnologias avançadas para permitir que tais estudos fossem amplamente realizados pela comunidade cientifica. A principal missão do HMP consistia em gerar recursos para facilitar a caracterização do Microbioma Humano, de modo ampliar a nossa compreensão sobre a forma como este impacta a saúde e doenças humanas.

## Contexto
O conceito de Microbioma Humano foi sugerido pela primeira vez por Joshua Lederberg, que definiu o termo Microbioma como a “comunidade ecológica de microorganismos comensais, simbióticos e patogénicos que compartilham o nosso espaço corporal”. Estima-se que os microrganismos que habitam dentro e sobre os seres humanos (Bacteria, Archaea, Eucarya e Vírus) superem o número de células somáticas e células germinativas humanas por um fator de dez. Juntos, os genomas destes simbiontes microbianos (definidos coletivamente como o microbioma) fornecem diversas características relacionadas com o funcionamento e desenvolvimento do corpo humano.
Para compreender a diversidade da genética e fisiologia humana, o microbioma e os fatores que influenciam a sua distribuição e evolução devem ser caracterizados e analisados.
Os primeiros estudos desenvolvidos nesta área estimularam o interesse por parte dos investigadores para a realização de uma investigação a grande escala.
Assim surgiu o Projeto do Microbioma Humano, de forma a tirar o máximo partido dos mais recentes avanços tecnológicos e contribuir para o desenvolvimento de novas tecnologias capazes de identificar todas as diferentes espécies de microorganismos que estão presentes num organismo humano.

## Fases
Este Projeto desenvolveu-se em 2 fases.
A primeira fase (HMP1), que funcionou de 2008 a 2013, focou-se na identificação e caracterização da flora microbiana humana. Para tal, caracterizaram-se comunidades microbianas de 300 indivíduos saudáveis, em vários locais do corpo humano (passagens nasais, cavidade oral, pele, trato gastrointestinal e trato urogenital).
A segunda fase, conhecida como Projeto Microbioma Humano Integrativo (iHMP), foi lançada entre 2014 a 2016 com o objetivo de gerar recursos para caracterizar o Microbioma e elucidar o papel dos microrganismos na saúde e na doença. Nesta fase do projeto, o iHMP desenvolveu bases de dados de referência, novas tecnologias e projetos de demonstração para tentar relacionar mudanças no Microbioma com estados de doença específicos.
O segunda fase do Projeto expandiu o repertório de propriedades biológicas analisadas do hospedeiro e do microbioma em três estudos com condições associadas ao microbioma: gravidez e parto prematuro (microbiomas vaginais de mulheres grávidas), doenças inflamatórias intestinais (microbioma intestinal) e pré-diabetes (intestino e microbiomas nasais).

## Métodos utilizados
Alguns dos métodos mais utilizados para efetuar a caracterização microbiana foram a sequenciação do gene 16S rRNA, de modo a verificar a complexidade das comunidades microbianas em cada local do corpo e a sequenciação de genomas completos, que forneceu uma perspetiva genética aprofundada de espécies bacterianas individuais presentes no Microbioma Humano, sobre as suas funções e vias metabólicas. Os avanços nas tecnologias de sequenciação de DNA permitiram a criação de um novo método, denominado metagenómica, que permite a análise de material genético derivado de comunidades microbianas completas provenientes de ambientes naturais.
Esses estudos realizaram-se através de análises multiómicas que incluíram vários tipos de medições ao longo do tempo, incluindo mudanças na composição da comunidade microbiana, virómica, perfis metabolómicos, expressão genética e perfis de proteínas do hospedeiro e do microbioma, e propriedades específicas do hospedeiro, como perfis genéticos, epigenómicos, de anticorpos e de citocinas, juntamente com outras características específicas de cada estudo. Todas as sequências e dados multiómicos, informações clínicas e ferramentas do HMP1 e iHMP permanecem armazenados no HMP Data Coordination Center (DCC) ou em repositórios públicos referenciados ou de acesso controlado, para servir como um recurso central para a comunidade de pesquisa.

## Principais objetivos
Em termos gerais, o Projeto definiu e seguiu as seguintes metas:
- Determinar se os indivíduos compartilham um Microbioma Humano central
- Compreender se as mudanças no Microbioma Humano podem ser correlacionadas com as mudanças na saúde humana
- Desenvolvimento de novas ferramentas tecnológicas e bioinformáticas necessárias para apoiar esses objetivos
- Abordar as implicações éticas, legais e sociais levantadas pela pesquisa do Microbioma Humano.

O HMP é uma extensão lógica conceptual e experimental do Projeto Genoma Humano. O HMP não é um projeto único, é uma interdisciplinaridade de vários projetos, que atualmente estão a ser lançados simultaneamente em todo o mundo, incluindo nos Estados Unidos, Europa e Ásia.
Prevê-se que, pela conclusão do HMP, o Projeto terá criado os recursos necessários (dados, tecnologia, ferramentas computacionais e análises preliminares do implicações éticas, legais e sociais da pesquisa) e que a pesquisa do Microbioma se tornará uma prioridade no portfólio de doenças humanas de muitos dos Institutos NIH e Centros de muitas outras agências de financiamento. Se for desvendada a importância do impacto que o Microbioma Humano pode ter na saúde e doença Humanas, haverá um enorme potencial para transformar a Medicina.